# Wladimer Apciauri
Wladimer Apciauri (gruz. ვლადიმერ აფციაური, ur. 4 lutego 1962 w Manglisi, zm. 14 maja 2012 w Tbilisi) – gruziński florecista reprezentujący ZSRR, złoty medalista olimpijski i trzykrotny medalista mistrzostw świata.
Na igrzyskach olimpijskich w Seulu w 1988 roku reprezentacja ZSRR w składzie: Aleksandr Romankow, Wladimer Apciauri, Ilgar Mamiedow, Anwar Ibragimow i Boris Koriecki zdobyła drużynowo złoty medal. W zawodach indywidualnych nie startował. Był to jego jedyny start olimpijski.
Podczas mistrzostw świata w Rzymie w 1982 roku wspólnie z Aleksandrem Romankowem, Jurijem Łykowem, Witalijem Łogwinem i Władimirem Smirnowem zdobył złoty medal w zawodach drużynowych. W tej samej konkurencji reprezentacja ZSRR z Apciaurim w składzie zdobyła następnie brązowe medale podczas mistrzostw świata w Barcelonie (1985) i mistrzostw świata w Lyonie (1990).
Pracował jako trener, w latach 1998-2006 był trenerem reprezentacji Kuwejtu. Od 2006 roku do śmierci był wiceprezydentem Gruzińskiego Związku Szermierki.